# Harpiniopsis miharaensis
Harpiniopsis miharaensis is een vlokreeftensoort uit de familie van de Phoxocephalidae. De wetenschappelijke naam van de soort is voor het eerst geldig gepubliceerd in 1960 door Nagata.